# Hartwig (nome)
Hartwig  è un nome proprio di persona tedesco maschile.

## Varianti
- Danese: Hartvis
- Germanico: Harduwich[1][2], Hardawich[2], Hardwic[2], Hardwich[2], Hartwic[2], Hartwig[1][2], Hartvig[2]
- Islandese: Hartvig
- Italiano: Arduico, Artuico
- Latino: Harduicus[2], Ardoicus[2]
- Norvegese: Hartvig

## Origine e diffusione
Deriva dal nome germanico Harduwich, composto dai due elementi germanici hard ("coraggioso", "forte") e wig ("battaglia"). Viene usato anche come cognome.

## Persone

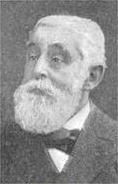
Hartwig Derenbourg

- Hartwig di Salisburgo, vescovo cattolico tedesco
- Hartwig Bleidick, calciatore tedesco
- Hartwig Derenbourg, orientalista, storico e traduttore francese
- Hartwig Gauder, atleta tedesco